# Virgílio Martinho
Virgílio Alberto Nunes Martinho, más conocido como Virgilio Martinho (Lisboa, 1928-ibídem, 4 de diciembre de 1994), fue un traductor, escritor y dramaturgo portugués. 
Virgilio Martinho, realizó sus estudios de educación secundaria en Lisboa, donde también estudió diseño. 
Perteneció al Grupo de Campolide, más tarde llamado Companhia de Teatro de Almada. 
Estudió en el famoso café A Brasileira, donde se reunió con otros artistas de su tiempo como António José Forte y Mario-Henrique Leiria. Colaboró en la revista surrealista Pirâmide. 
Hizo adaptaciones de varias piezas de teatro de otros autores.

## Obra
Aunque en sus inicios su obra se caracterizó por el surrealismo, finalmente se decantó por el neorrealismo. Algunas de sus obras principales son:
- Festa Pública (1958)
- Orlando em Tríptico e Aventuras (cuentos) (1961)
- O Grande Cidadão (romance) (1963)
- A Caça
- O Concerto das Buzinas (romance) (1976)
- Filopópolus (teatro) (1973)
- Relógio de Cuco (1973)
- A Sagrada Família (farsa) (1980)
- O Herói Chegado da Guerra e outros Textos em Teatro (teatro) (1981)
- O Menino Novo (cuentos) (1989)
- 1383 (1976)
- Rainhas Cláudias ao Domingo  (1982)
- O Grande Cidadão (1975)
- A Menina, O Gato e o Robot
- Fernão, sim ou não?
- O Gelo na Mesa

## Adaptaciones
- Fulgor e Morte de Joaquin Murieta (de Pablo Neruda)
- Aventuras de Till Eulenspiegel (de Charles Costner)
- A Vida do Grande Dom Quixote (de António José da Silva)